# Groove Armada

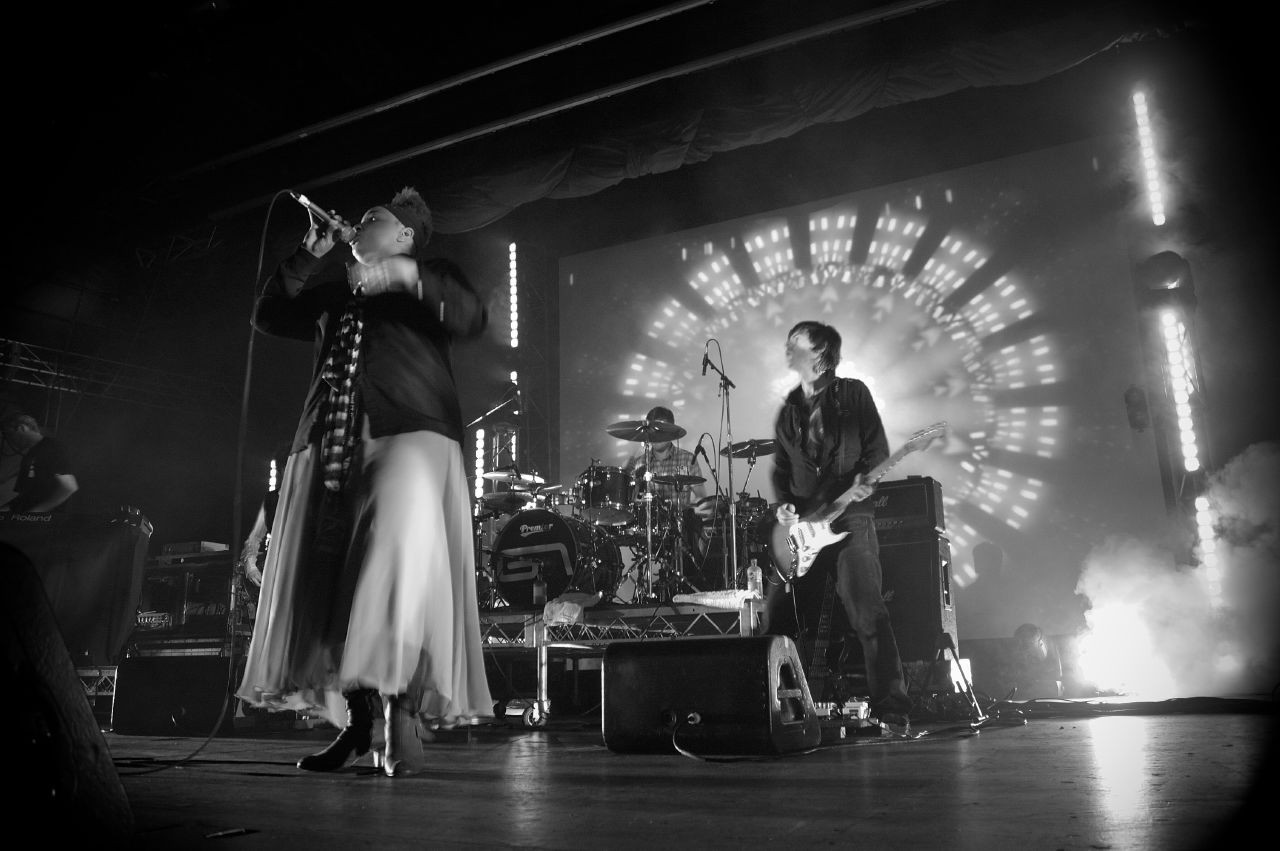
Groove Armada in 2007

Groove Armada is een Engelse disco-, funk- en housegroep bestaande uit de dj's annex producers Andy Cato en Tom Findlay.

## Biografie
Groove Armada werd voor het eerst bekend in 1997 met een gelimiteerde oplage van de single At The River, die het nummer Old Cape Cod van Patti Page samplede.
Het bekendste werk van Groove Armada is de internationale hit I See You Baby uit 2000, die is geremixt door Fatboy Slim. Afgezien van dit nummer en nog enkele andere nummers (zoals het ook bekende, loungy My Friend, die het nummer Got To Learn How To Dance uit 1975 van de Fatback Band samplet) is Groove Armada niet bepaald mainstream te noemen.  Op 23 april 2007 verscheen hun nieuwste album: The Soundboy Rock album, waarvan het nummer Get Down als eerste single is uitgebracht.

## Discografie

### Singles
- If Everybody Looked The Same (1999)
- At The River (1999)
- I See You Baby (1999)
- Superstylin' (2001)
- My Friend (2001)
- Purple Haze (2002)
- Easy (2003)
- But I Feel Good (2003)
- I See You Baby (2004, opnieuw uitgebracht)
- Get Down (2007)
- Song 4 Mutya (Out Of Control) (2007, met Mutya Buena)
- I Won't Kneel (2009)

### Hitlijsten
| Single met eventuele hitnotering(en) in de Nederlandse Top 40 | Datum van verschijnen | Datum van binnenkomst | Hoogste positie | Aantal weken | Opmerkingen             |
| ------------------------------------------------------------- | --------------------- | --------------------- | --------------- | ------------ | ----------------------- |
| Superstylin'                                                  | 2001                  | 25-08-2001            | tip9            |              |                         |
| My friend                                                     | 2001                  | 07-12-2002            | 13              | 13           | Dancesmash op Radio 538 |
| Easy                                                          | 2003                  | 3-5-2003              | tip7            |              | Dancesmash op Radio 538 |
| Song 4 Mutya                                                  | 2007                  | 08-09-2007            | 37              | 3            |                         |

| Single met hitnotering(en) in de Vlaamse Ultratop 50 | Datum van verschijnen | Datum van binnenkomst | Hoogste positie | Aantal weken | Opmerkingen |
| ---------------------------------------------------- | --------------------- | --------------------- | --------------- | ------------ | ----------- |
| I See You Baby                                       | 1999                  | 22-01-2000            | tip15           |              |             |
| Superstylin'                                         | 2001                  | 15-09-2001            | 48              | 2            |             |
| My Friend                                            | 2001                  | 17-11-2001            | tip2            |              |             |
| Easy                                                 | 2002                  | 24-05-2003            | tip12           |              |             |
| Are 'Friends' Electric?                              | 2008                  | 15-03-2008            | tip25           |              |             |

### Albums
- Northern Star (1998)
- Vertigo (1999)
- Back to Mine (2000)
- Goodbye Country (Hello Nightclub) (2001)
- Lovebox (2002)
- Best Of (2004)
- Soundboy Rock (2007)
- Black Light (2010)
- Next Type Of Motion (2013)
- Little Black Book (2015)
- Fabriclive 87 (2016)